# Kościół Ewangelicko-Luterański w Afryce Południowej (Kościół Przylądkowy)

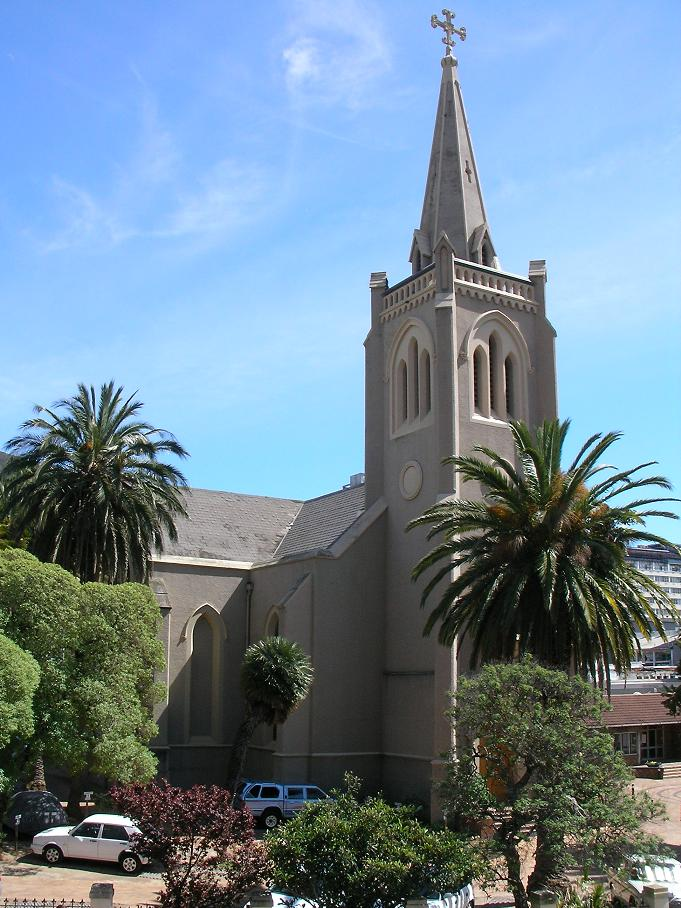
Kościół św. Marcina w Kapsztadzie

Kościół Ewangelicko-Luterański w Afryce Południowej (Kościół Przylądkowy) (afr. Evangelies-Lutherse Kerk in Suider-Afrika (Kaapse Kerk), ang. Evangelical Lutheran Church in Southern Africa (Cape Church)) – kościół luterański, działający w części zachodnich prowincji Republiki Południowej Afryki. Posiada 4.233 wiernych zrzeszonych w 22 zborach.
Kościół jest członkiem Światowej Federacji Luterańskiej.